# Joseph Labadie
Charles Joseph Antoine Labadie, född 18 april 1850, död 7 oktober 1933, var en fransk agitator för arbetares rättigheter, individualanarkist och poet. Antoine fick en son, Laurence Labadie som gick i sin fars fotspår.